# Littleborough
Littleborough är en stad i distriktet Rochdale, i grevskapet Greater Manchester, i England. Orten har 13 807 invånare (2001).